# Privlaka (Vukovarsko-srijemska županija)
Privlaka je naseljeno mjesto i općina u Hrvatskoj, u Vukovarsko-srijemskoj županiji.

## Stanovništvo
Na popisu stanovništva 2011. godine, općina, odnosno naseljeno mjesto Privlaka imala je 2954 stanovnika.
| broj stanovnika | 1617  | 1727  | 1680  | 1901  | 1818  | 1931  | 1800  | 1942  | 2005  | 2466  | 2925  | 3224  | 3368  | 3501  | 3776  | 2954  | 2192  |
|                 | 1857. | 1869. | 1880. | 1890. | 1900. | 1910. | 1921. | 1931. | 1948. | 1953. | 1961. | 1971. | 1981. | 1991. | 2001. | 2011. | 2021. |

### Nacionalna pripadnost
| Narod                                     | Broj stanovnika | %       |
| ----------------------------------------- | --------------- | ------- |
| Hrvati                                    | 2930            | 99,19 % |
| Bošnjaci                                  | 2               | 0,07 %  |
| Mađari                                    | 2               | 0,07 %  |
| Nijemci                                   | 2               | 0,07 %  |
| Srbi                                      | 12              | 0,41 %  |
| Izjasnili se u smislu vjerske pripadnosti | 1               | 0,03 %  |
| Ne izjašnjavaju se                        | 3               | 0,10 %  |
| Nepoznato                                 | 2               | 0,07 %  |
| Ukupno                                    | 2954            | 100 %   |

### Materinski jezik
| Jezik     | Broj stanovnika | %       |
| --------- | --------------- | ------- |
| Hrvatski  | 2949            | 99,83 % |
| Njemački  | 3               | 0,10 %  |
| Srpski    | 1               | 0,03 %  |
| Nepoznato | 1               | 0,03 %  |
| Ukupno    | 2954            | 100 %   |

### Religiozna pripadnost
| Popis stanovništva u Hrvatskoj 2011. godine |                 |         |
| Religija                                    | Broj stanovnika | %       |
| Katolici                                    | 2920            | 98,85 % |
| Pravoslavci                                 | 16              | 0,54 %  |
| Protestanti                                 | 1               | 0,03 %  |
| Muslimani                                   | 3               | 0,10 %  |
| Agnostici i skeptici                        | 2               | 0,07 %  |
| Nisu vjernici i ateisti                     | 5               | 0,17 %  |
| Ne izjašnjavaju se                          | 5               | 0,17 %  |
| Nepoznato                                   | 2               | 0,07 %  |
| Ukupno                                      | 2954            | 100 %   |

## Povijest
Prvi se put spominje 1332. kao Perlak ili Porlak. Oko 1730. godine Privlaci je pripojeno selo Fališevac. Danas je to nekadašnje selo jedna od najvećih ulica u Privlaci pod imenom Faličevci. Zbog dobre zemlje rastao je broj stanovnika. Godine 1827. selo je brojilo 1464 stanovnika. Nekad je Privlaka pripadala otočkoj župi. Škola je osnovana 1772. godine. Iz te obitelji potječe majka hrvatskog bana Josipa Šokčevića. Župna crkva Sv. Martina podignuta je krajem 18. stoljeća. Tijekom Domovinskog rata crkva je bila pogođena granatama. Do teritorijalne reorganizacije u Hrvatskoj nalazila se u sastavu stare općine Vinkovci.

## Geografski položaj
| Vinkovci              | Vinkovci, Stari Jankovci | Stari Jankovci       |
| Rokovci, Andrijaševci | Susjedne općine          | Otok, Stari Jankovci |
| Gradište, Cerna       | Gradište, Otok           | Otok                 |

## Uprava
Općinski načelnik – Daria Bićanić

## Poznate osobe
- Mirko Cro Cop Filipović (boksač, kickboksač, borac mješovitih borilačkih vještina)
- Ivan Domac

## Obrazovanje
Osnovna škola Stjepana Antolovića, koju pohađa preko 350 učenika.

## Kultura
- KC Klasje

## Sport
- NK Mladost Privlaka (nogometni klub)
- RK Privlaka Privlaka (rukometni klub)
- Taekwondo club „Cro-Cop”
- Streljačko društvo „Sokol” Privlaka

## Galerija
- Položaj Privlake u Vukovarsko-srijemskoj županiji
- Ulica Josipa Bana Šokčevića
- Stara crkva u Privlaci
- Ulica Vladimira Nazora
- Kuća Ivana Domca
- Pošta
- Župni ured
- Čolićeva ulica
- Kuća Stjepana Antolovića
- Ulica Falićevci

## Vanjske poveznice
- Službene stranice